# Giacomo Raffaelli

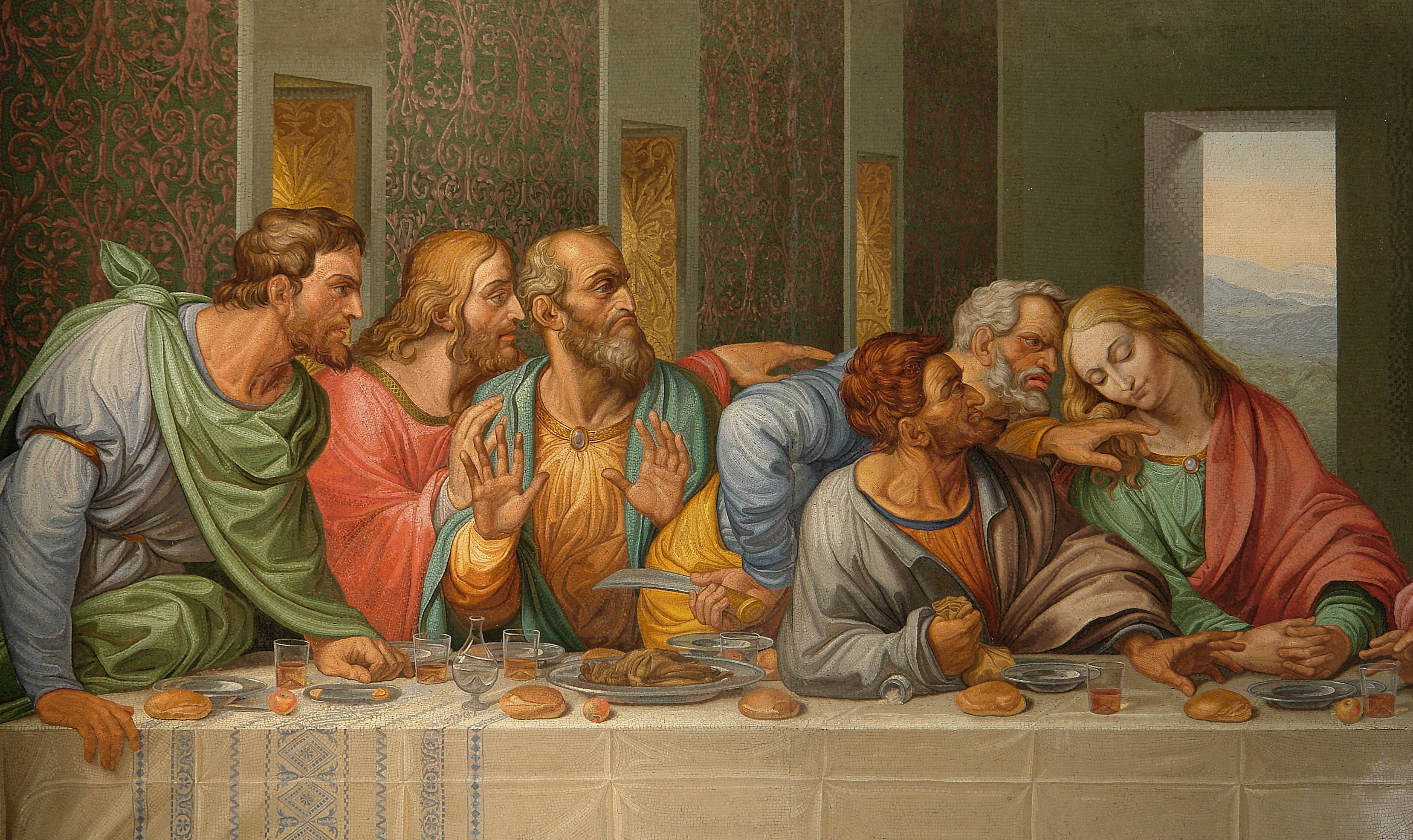
Nattvarden mosaik (Wien).

Giacomo Raffaelli, född den 2 februari 1753, död den 11 oktober 1836, var en italiensk mosaikkonstnär från Rom. 
Raffaelli är upphovsmannen till en kopia av Leonardo da Vincis Nattvarden, som beställdes av Napoleon I. Mosaiken finns i Wiens Minoritenkirche.